# Biomphalaria barthi
Biomphalaria barthi е вид коремоного от семейство Planorbidae. Видът е критично застрашен от изчезване.

## Разпространение
Видът е ендемичен за Етиопия.